# 岩国市歌
「岩国市歌」（いわくにしか）は、日本の山口県岩国市が制定した市歌である。以下の2代が存在する。
1. 1950年（昭和25年）制定。作詞・瀬川秀雄、作曲・小松耕輔。
2. 2016年（平成28年）制定。作詞・村田さち子、作曲・池辺晋一郎。

現在の市歌は2.である。

## 解説
初代と2代目の両曲とも歌詞を懸賞募集に拠らず、識者から市への寄贈を経て作成された点が共通する。

### 初代
初代の「岩国市歌」は1950年（昭和25年）の市制10周年に当たり、同年4月1日に開催された記念式典で初演奏が行われた。歌詞は地元出身の文学博士である瀬川秀雄（1873年 - 1969年）が市に寄贈したものであり、当時の市長であった津田弥吉は式典の挨拶上で以下のように評している。
　市制十周年を記念すべく、郷党の先輩たる瀬川文学博士の贈られたる岩国市歌は、将に岩国市民のふむべき道を教えられたるものであって、
　第一節において観光岩国市民の誇りをたたえ、
　第二節において文化岩国市民の任務を導き、
　第三節において産業・経済市民の責任を説かれたのであります。
　吾ら市民は、新らしき進路を歌詞の示す所に求め、その精神を体得し、全身全霊を打ち込んで、教養深き文化市民たる修練を積まねばならぬと存じます。—津田弥吉(1950年4月1日)
この初代市歌は制定から半世紀余り歌い継がれて来たが、2004年（平成16年）に岩国地域8市町村合併協議会で「市民憲章、市の木、花、歌等は、新市において新たに定める」と取り決められたことを受け、他7町村が制定していた町村歌と共に「地域の歌」として引き継がれることも無く廃止された。岩国市以外で合併に参加した玖珂郡の7町村が制定していた町村歌は以下の通りである。
- 由宇町 - 由宇町民歌 由宇はわがまち
- 本郷村 - 本郷賛歌
- 周東町 - 周東町民歌
- 錦町 - 錦町民歌
- 美川町 - 美川町民歌
- 美和町 - 美和町民歌
- 玖珂町 - 玖珂町民歌 わたしのまち

### 2代目
山口県では平成の大合併において新設合併方式を採った市の大半が合併協議会で新市歌の制定を取り決めても未履行のまま放置状態とされる中、岩国市では2016年（平成28年）の合併10周年を機に新市歌を制定することになった。
表題は同名旧市のものを引き継いで「岩国市歌」とされているが、別の楽曲である。制定意義は「市民の心をより一つに」することとされており、初代に引き続き懸賞募集に拠らず専業の村田さち子および池辺晋一郎へ作成を依頼する形となり、同年3月19日の記念式典で発表演奏が行われた。
制定後は『広報いわくに』で不定期に歌詞全文を掲載しているのをはじめ、市が「英語交流のまち」を掲げていることから日本の自治体歌としては珍しく公式の英語訳詞が作成されている。